# A magyar labdarúgó-válogatott mérkőzései 1925-ben
A magyar labdarúgó-válogatottnak 1925-ben tíz mérkőzése volt, ebből 3 győzelem, 2 döntetlen és 5 vereség. Az öt hazai mérkőzés mérlege: 1 győzelem (Svájc), 2 döntetlen (Ausztria, Olaszország) és 2 vereség (Belgium, Spanyolország). Az öt idegenbeli mérkőzés mérlege: 2 győzelem (Olaszország, Lengyelország) és 3 vereség (Ausztria, Svédország, Csehszlovákia).
Szövetségi kapitány: 
- Máriássy Lajos

## Eredmények
| 104. mérkőzés 1925. január 18. | Olaszország  | 1 – 2             | Magyarország         | Campo Milan, Milánó Nézőszám: 18 000 Játékvezető: Marcel Slawick (FRA) |
| 104. mérkőzés 1925. január 18. | L. Conti 17' | (1 – 1) Részletek | Spitz 27' Takács 76' | Campo Milan, Milánó Nézőszám: 18 000 Játékvezető: Marcel Slawick (FRA) |

| 105. mérkőzés 1925. március 25. | Magyarország                                      | 5 – 0             | Svájc | MTK-pálya, Budapest Nézőszám: 32 000 Játékvezető: Josip Fabris (YUG) |
| 105. mérkőzés 1925. március 25. | Takács 14' Molnár 43' 79' (11-esből) Jeny 84' 87' | (2 – 0) Részletek |       | MTK-pálya, Budapest Nézőszám: 32 000 Játékvezető: Josip Fabris (YUG) |

| 106. mérkőzés 1925. május 5. | Ausztria                  | 3 – 1             | Magyarország            | Hohe Warte Stadion, Bécs Nézőszám: 50 000 Játékvezető: František Cejnar (TCH) |
| 106. mérkőzés 1925. május 5. | Häusler 35' Haftl 39' 87' | (2 – 1) Részletek | Takács 24' Fogl III 84′ | Hohe Warte Stadion, Bécs Nézőszám: 50 000 Játékvezető: František Cejnar (TCH) |

| 107. mérkőzés 1925. május 21. | Magyarország | 1 – 3             | Belgium                         | MTK-pálya, Budapest Nézőszám: 20 000 Játékvezető: Jacques Hirrle (SUI) |
| 107. mérkőzés 1925. május 21. | Jeny 87'     | (0 – 1) Részletek | Houet 10' Adams 65' Y. Thys 81' | MTK-pálya, Budapest Nézőszám: 20 000 Játékvezető: Jacques Hirrle (SUI) |

| 108. mérkőzés 1925. július 12. | Svédország                                             | 6 – 2             | Magyarország   | Stockholm Nézőszám: 18 000 Játékvezető: Sophus Hansen (DEN) |
| 108. mérkőzés 1925. július 12. | F. Johansson 3' 19' 26' 49' S. Rydell 62' Kaufeldt 79' | (3 – 1) Részletek | Takács 51' 61' | Stockholm Nézőszám: 18 000 Játékvezető: Sophus Hansen (DEN) |

| 109. mérkőzés 1925. július 19. | Lengyelország | 0 – 2             | Magyarország              | Wisla-pálya, Krakkó Nézőszám: 8 000 Játékvezető: Erwin Braun (AUT) |
| 109. mérkőzés 1925. július 19. |               | (0 – 0) Részletek | Winkler 59' Holzbauer 78' | Wisla-pálya, Krakkó Nézőszám: 8 000 Játékvezető: Erwin Braun (AUT) |

| 110. mérkőzés 1925. szeptember 20. | Magyarország | 1 – 1             | Ausztria         | FTC-pálya, Budapest Nézőszám: 33 000 Játékvezető: Karel Herites (TCH) |
| 110. mérkőzés 1925. szeptember 20. | Priboj 36'   | (1 – 0) Részletek | Buza 49' (öngól) | FTC-pálya, Budapest Nézőszám: 33 000 Játékvezető: Karel Herites (TCH) |

| 111. mérkőzés 1925. október 4. | Magyarország | 0 – 1             | Spanyolország  | FTC-pálya, Budapest Nézőszám: 40 000 Játékvezető: Erwin Braun (AUT) |
| 111. mérkőzés 1925. október 4. |              | (0 – 0) Részletek | G. Carmelo 52' | FTC-pálya, Budapest Nézőszám: 40 000 Játékvezető: Erwin Braun (AUT) |

| 112. mérkőzés 1925. október 11. | Csehszlovákia           | 2 – 0             | Magyarország | Sparta-pálya, Prága Nézőszám: 30 000 Játékvezető: Heinrich Retschury (AUT) |
| 112. mérkőzés 1925. október 11. | Perner 49' Dvoracek 77' | (0 – 0) Részletek |              | Sparta-pálya, Prága Nézőszám: 30 000 Játékvezető: Heinrich Retschury (AUT) |

| 113. mérkőzés 1925. november 8. | Magyarország | 1 – 1             | Olaszország     | FTC-pálya, Budapest Nézőszám: 20 000 Játékvezető: Marcel Slawick (FRA) |
| 113. mérkőzés 1925. november 8. | Molnár 75'   | (0 – 1) Részletek | Della Valle 20' | FTC-pálya, Budapest Nézőszám: 20 000 Játékvezető: Marcel Slawick (FRA) |

## Lásd még
- A magyar labdarúgó-válogatott mérkőzései (1902–1929)
- A magyar labdarúgó-válogatott mérkőzései országonként